# 748 (číslo)
Sedm set čtyřicet osm je přirozené číslo. Následuje po čísle sedm set čtyřicet sedm a předchází číslu sedm set čtyřicet devět. Římskými číslicemi se zapisuje DCCXLVIII a řeckými číslicemi ψμη.

## Matematika
748 je:
- Abundantní číslo
- Složené číslo
- Šťastné číslo

## Astronomie
- (748) Simeïsa je planetka Hildiny skupiny, kterou objevil v roce 1913 Grigory Neujmin

## Roky
- 748
- 748 př. n. l.